# Nicolas Tournier

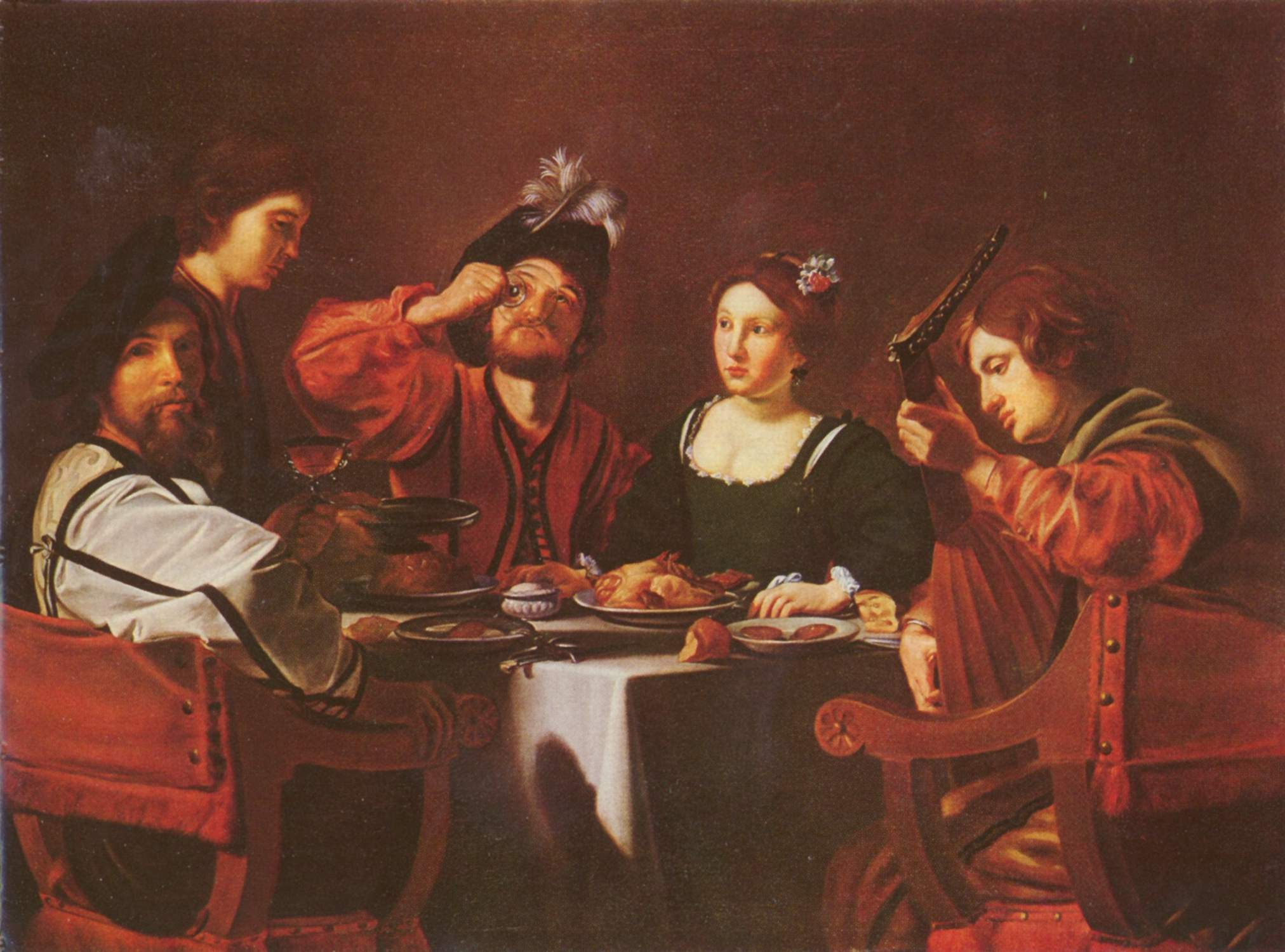
Nicolas Tournier, Wesoła kompania

Nicolas Tournier (ur. 1590 w Montbéliard, zm. 1638 w Tuluzie) – francuski malarz okres baroku, caravaggionista.

## Życiorys
Uczył się u Valentina de Boulogne we Włoszech, gdzie przebywał w latach 1620–1639. Później działał w Tuluzie. Malował głównie duże kompozycje religijne dla kościołów i klasztorów. Tworzył również sceny rodzajowe. Był pod silnym wpływem Caravaggia. Stosował światłocieniowy modelunek oraz przytłumiony koloryt. Wokół niego ukształtowała się w Tuluzie lokalna szkoła malarska.

## Wybrane dzieła

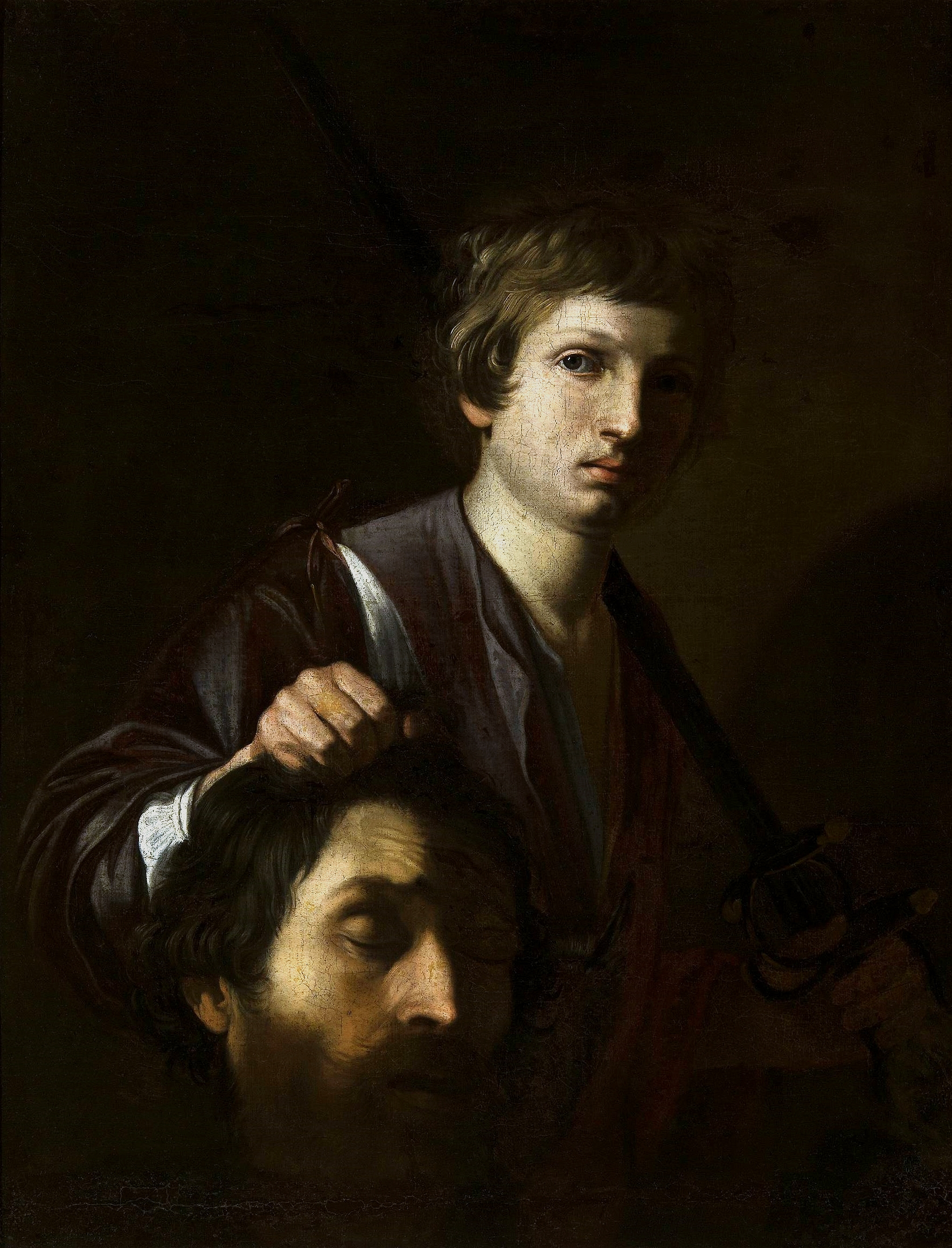
Nicolas Tournier, Dawid z głową Goliata

- "Alegoria sprawiedliwości i przemijania"
- Chrystus niesiony do grobu (1632-35) – Tuluza, Musée des Augustins
- Dawid z głową Goliata - Warszawa, Muzeum Narodowe
- Flecista – Brescia, Pinacoteca Civica
- Kalwaria – Paryż, Luwr
- Koncert – Paryż, Luwr
- Koncert – Saint Louis Art Museum
- Lutnista – St. Petersburg, Ermitaż
- Madonna z Dzieciątkiem – Tuluza, Musée des Augustins
- Opłakiwanie – Tuluza, Musée des Augustins
- Św. Paweł (1625-26) - Tuluza, Musée des Augustins
- Tobiasz i anioł – Paryż, Luwr
- Ukrzyżowanie (ok. 1635) – Paryż, Luwr
- Wesoła kompania – Budapeszt, Muzeum Sztuk Pięknych
- Zaparcie się św. Piotra - Tuluza, Musee des Augustins
- Zaparcie się św. Piotra (1625) – Madryt, Prado
- Zdjęcie z krzyża - Tuluza, Musée des Augustins
- Żołnierz (ok. 1630) – Tuluza, Musée des Augustins